# 棕头乌鸦
棕头乌鸦（学名：Corvus fuscicapillus），是鸦科鸦属的一种，为印度尼西亚的特有种。该物种的保护状况被评为近危。
棕头乌鸦的栖息地包括亚热带或热带的湿润低地林和亚热带或热带的红树林。